# Zagadka liliowej planety
Zagadka liliowej planety – wydana w roku 1966 antologia radzieckich opowiadań science fiction. Książka otwierała nową serię wydawniczą "Iskier": Fantastyka-Przygoda. 

## Opowiadania
- Michaił Jemcew i Jeremiej Parnow – Ostatnie drzwi
- Walentin Grigoriew – A mogła być...
- Ilia Warszawski – Podróż w nicość
- Ilia Warszawski – Kawiarnia "Pod molekułą"
- Ilia Warszawski – Czerwone paciorki
- Ilia Warszawski – Bioprądy, bioprądy...
- Michaił Jemcew i Jeremiej Parnow – Czciciel Słońca
- Walentin Grigoriew – Kolega
- Michaił Razgoworow – Cztery czurbałki
- Gleb Anfiłow – Erem
- Anatolij Dnieprow – Pytania
- Michaił Jemcew i Jeremiej Parnow – Stan przedatomowy
- Ilia Warszawski – W kosmosie